# Концерт для фортепиано с оркестром № 4 (Бетховен)
Концерт для фортепиано с оркестром № 4 соль мажор, соч. 58, написанный Бетховеном в период с 1804 по 1807 гг., почти в одно время с Четвёртой, Пятой и Шестой симфониями, Фантазией для фортепиано, хора и оркестра и Мессой до мажор.
Концерт начинает солист, что было достаточно необычно для того времени, почти такой же прием применил Моцарт, когда фортепиано начинает играть со второго такта, например, в своем Концерте № 9 ми-бемоль мажор К.271 (написанном в 1777 году), к которому сразу же подключается оркестр, своим светом, озаряя путь...
Оригинальной рукописи не сохранилось.

## Строение концерта
В концерте три части:
- Allegro Moderato
- Andante con moto
- Rondo (Vivace)
- 1. Часть: Allegro moderatoо файле
- 2. и 3. Части: Andante con moto - Rondo (Vivace)о файле

## Премьера концерта
Первое исполнение концерта прошло в закрытом зале дома Франца Йозефа фон Лобковица в 1807 году. Первое публичное исполнение состоялось в Вене 22 декабря 1808 года в Театре ан дер Вин. Солистом того концерта был сам Бетховен. Это было последнее выступление Бетховена в качестве пианиста. Также в тот день были впервые исполнены Пятая и Шестая симфонии Бетховена, а также его Хоральная фантазия. После премьеры концерт ни разу не исполнялся при жизни автора.
Концерт был блестяще исполнен Мендельсоном в Лейпциге в 1836 году. Присутствовавший на его исполнении Шуман был так сильно впечатлён сочинением и талантом исполнителя, что, по его словам, «сидел на месте затаив дыхание и боясь пошевелиться».

## История создания
Считается, что драматическую вторую часть концерта Andante con moto Бетховен написал под впечатлением от некой картины, на которой изображён Орфей, просящий о снисхождении к Эвридике у подземных владык.